# Danza dels Cavallets del Corpus Christi de Valencia
La Danza de Cavallets es una de las danzas que componen los actos de la festividad de Corpus en Valencia. Se trata de una danza típica que es representada en muchos lugares de la geografía española, como en Cataluña y en las islas Baleares, con la que se trata de representar la lucha entre unos jinetes turcos y otros cristianos, lo cual le confiere un carácter histórico, religioso.

## Historia
La danza dels Cavallets es relativaente moderna, ya que al igual que ocurre con las danzas infantiles de: turcs, arquets, pastorets, llauradors y vetes; son todos bailes que tienen su origen a lo largo del siglo XIX.
Es una danza infantil, que en la festividad del Corpus de Valencia estaría entre las denominadas "dansetes". Esta danza, como el resto de danzas infantiles participan en la Cabalgata del Convite.
Algunas fuentes identifican este baile como moros, (de hecho los danzantes son unos niños vestidos de "morets", es decir, con atuendo de turco o de árabe, que representarían el cortejo de los Reyes Magos, viniendo a simbolizar la adoración al Santísimo Sacramento de incluso los infieles) y parece que su origen está en el Misterio de los Reyes Magos (representaciones teatrales que enriquecieron los  entremeses que se realizaban en un primer momento sobre las rocas del Corpus en Valencia desde el siglo XV), pasando a interpretarse de forma independiente en un indeterminado momento.
Otros autores, como Fermín Pardo y Salvador Seguí, consideran que es una danza que se inspira en las evoluciones y adornos que se hacían con caballos des la Edad Media, en algunas conmemoraciones y homenajes. Es por ello unan danza que presenta también otras versiones al margen de la utilizada en el Corpus de Valencia (puede encontrarse versiones de esta danza en Castellón de la Plana, en algunas localidades del Maestrazgo, en Cataluña y en Mallorca)

El baile es representado por ocho niños vestidos de turcos o de árabes (con un turbante rematado con una media luna, camisa y chaleco corto, una faja de color, calzones largos al estilo bombacho, y de calzado normalmente alpargatas valencianas de cintas), danzando en un caballo de cartón (consistente realmente en una cabeza y medio cuerpo superior con un agujero por donde ponerse el danzante. Para dejar que las piernas y los pies de los danzantes pudieran verse, las gualdrapas eran un poco más cortas, pero con ellas se disimulaba la falta de patas del animal y al tiempo se decoraba la pieza por el colorido de la tela). Manuel Arenas Andújar considera que los primeros "cavallets" de cartón se introdujeron en 1846 coincidiendo con las reformas que se hicieron de la cabalgata bajo la dirección del Capellán Honorario del Ayuntamiento, don Vicente Font de Mora. Con anterioridad, los caballos eran de mimbre u otro material lo suficientemente maleable como para dar forma a este animal, ya que el origen de la danza es anterior, pudiendo incluso remontarse a 1615, época en la que podemos documentar otras danzas de caballos, como las del Maestrazgo. También la forma de vestirse de los danzantes coincidiría con estas fechas en las que se producían refriegas con los turcos, los piratas y la expulsión de los moriscos.

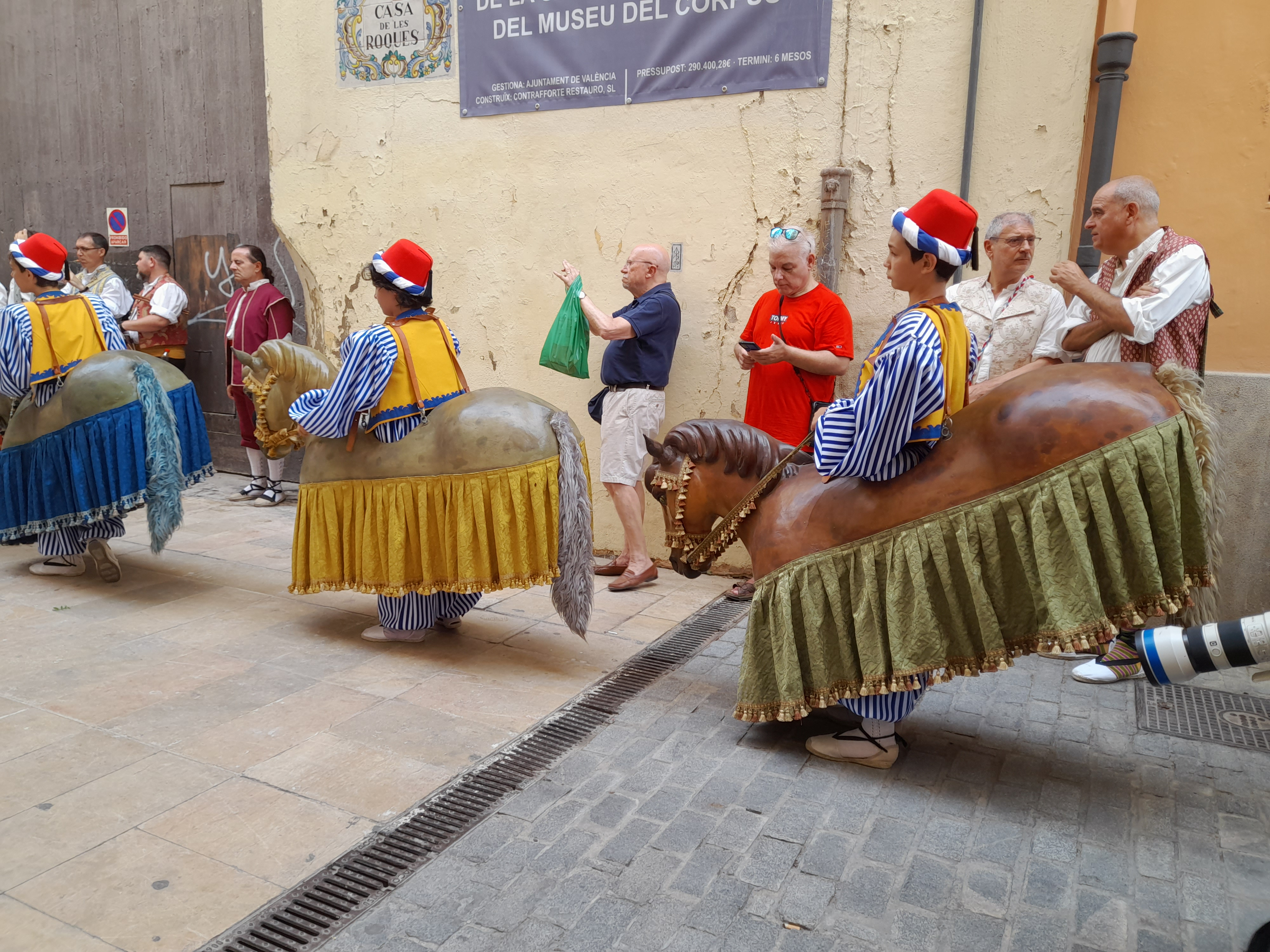
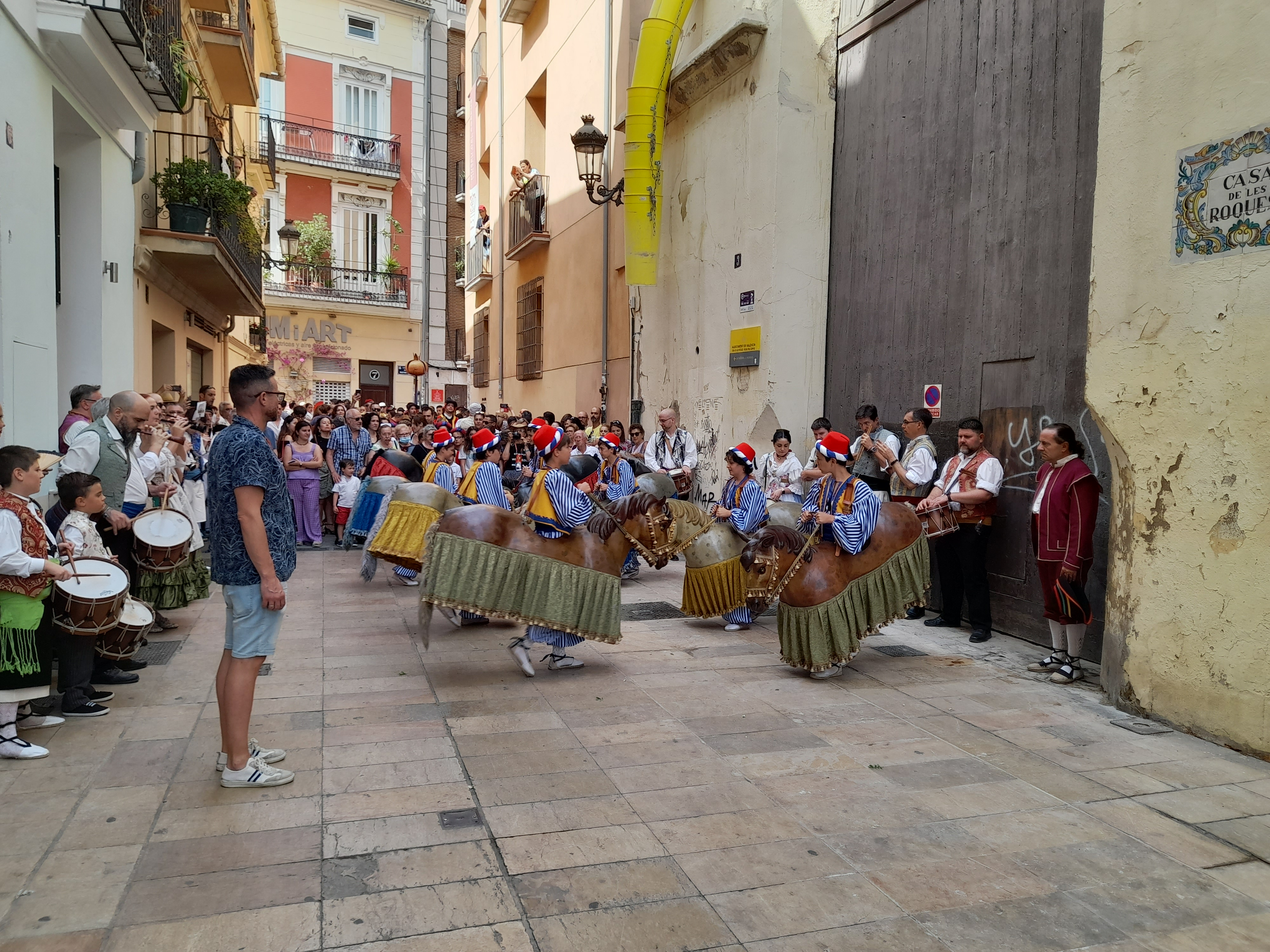
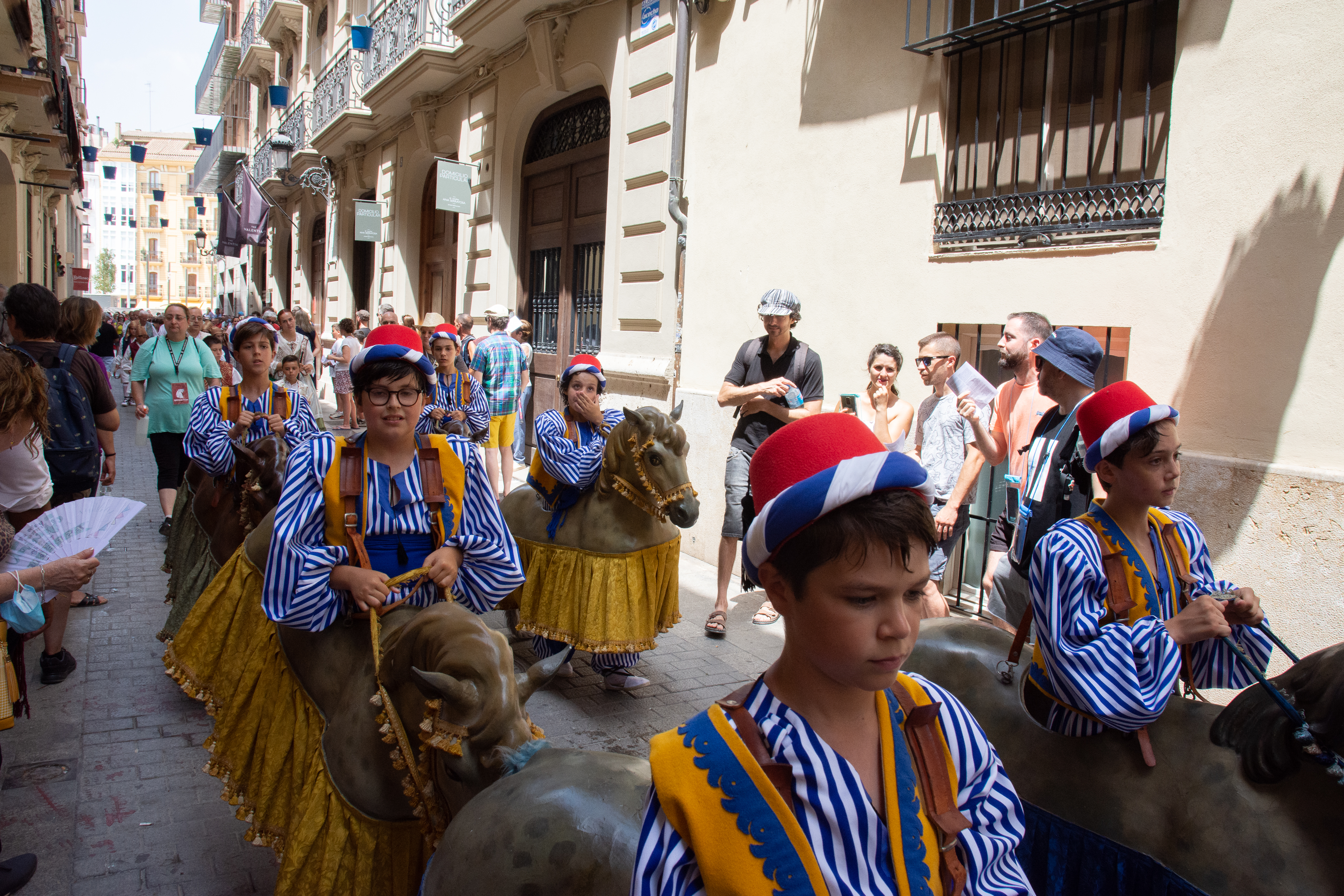
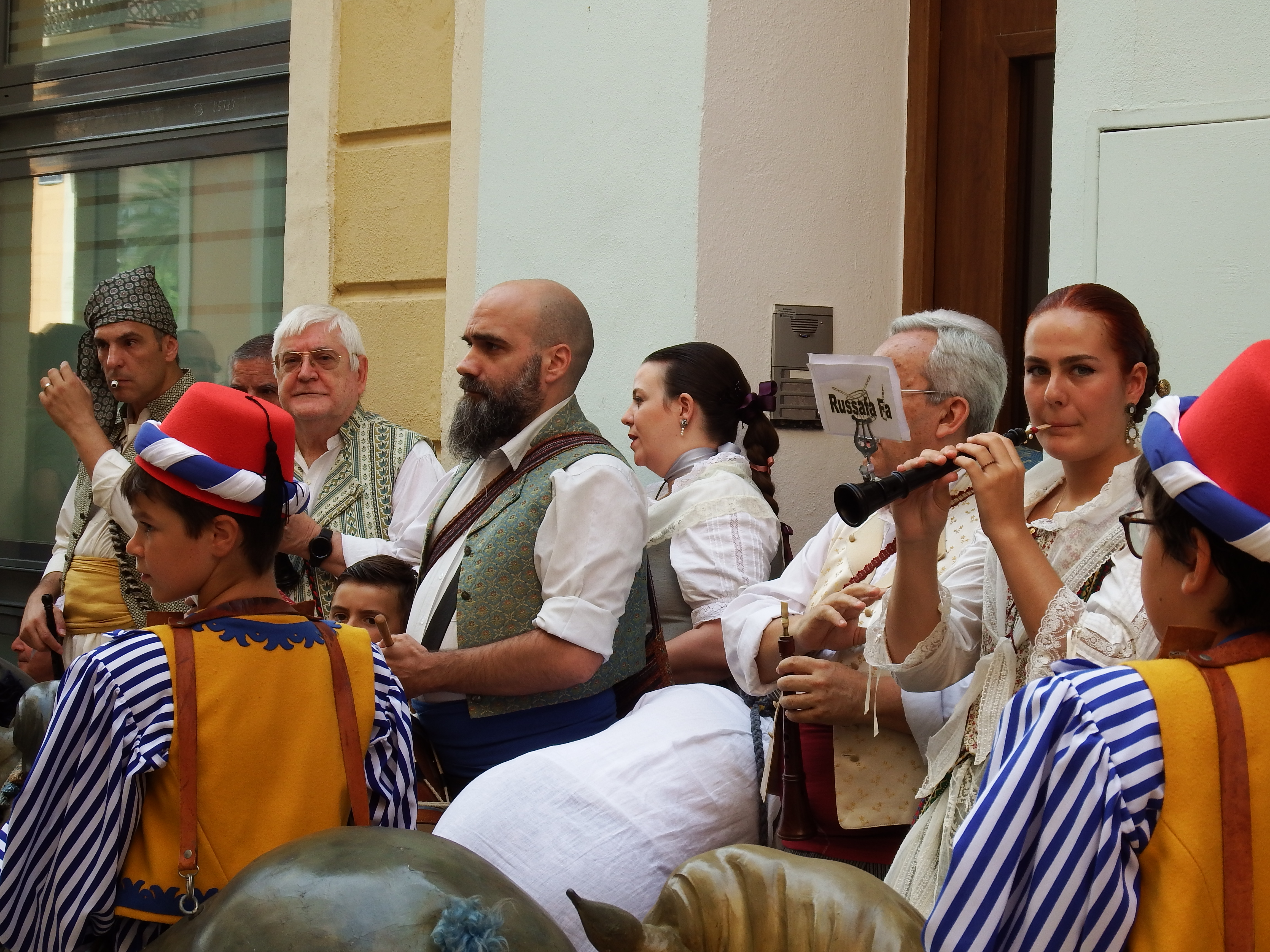
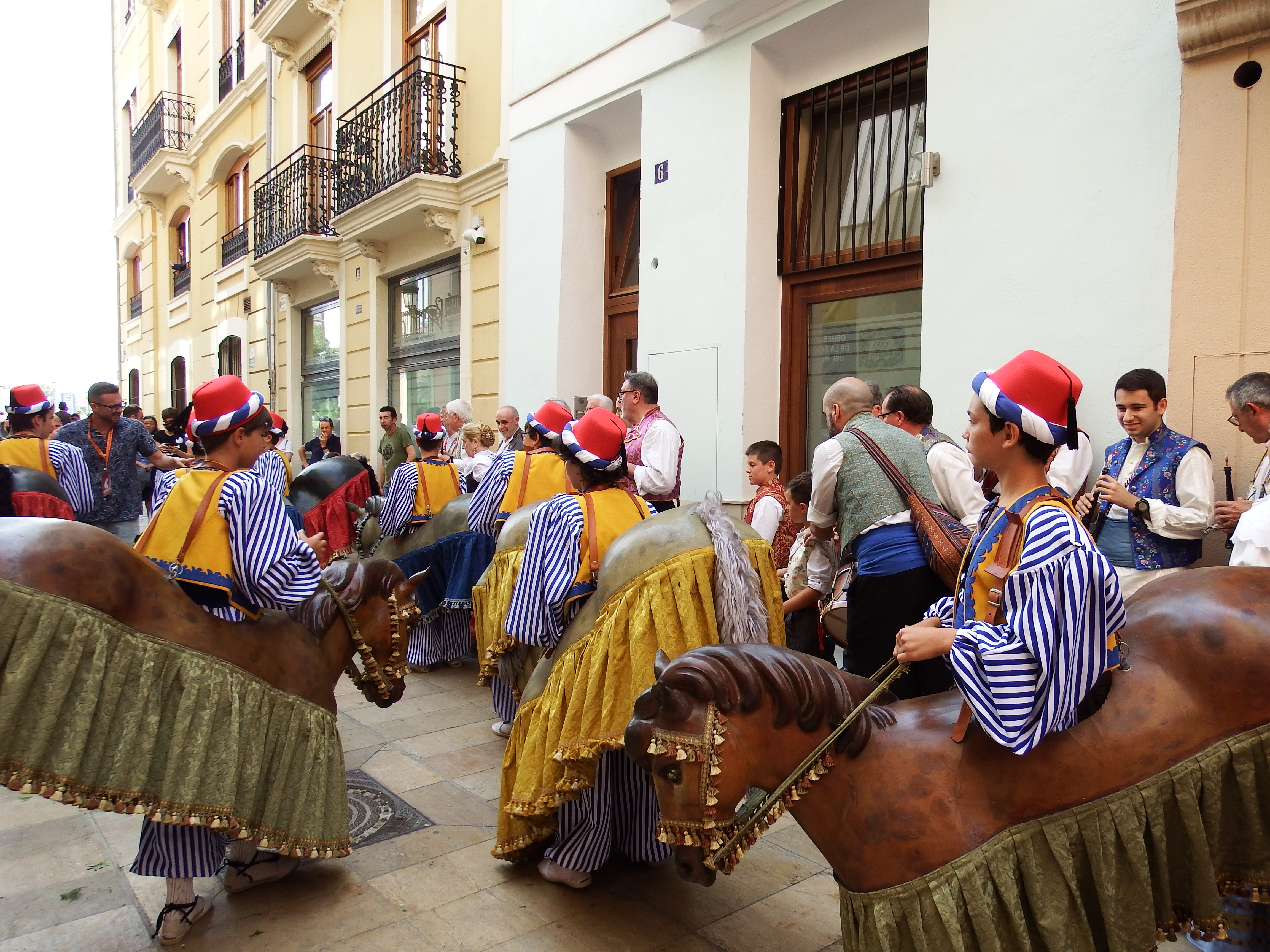
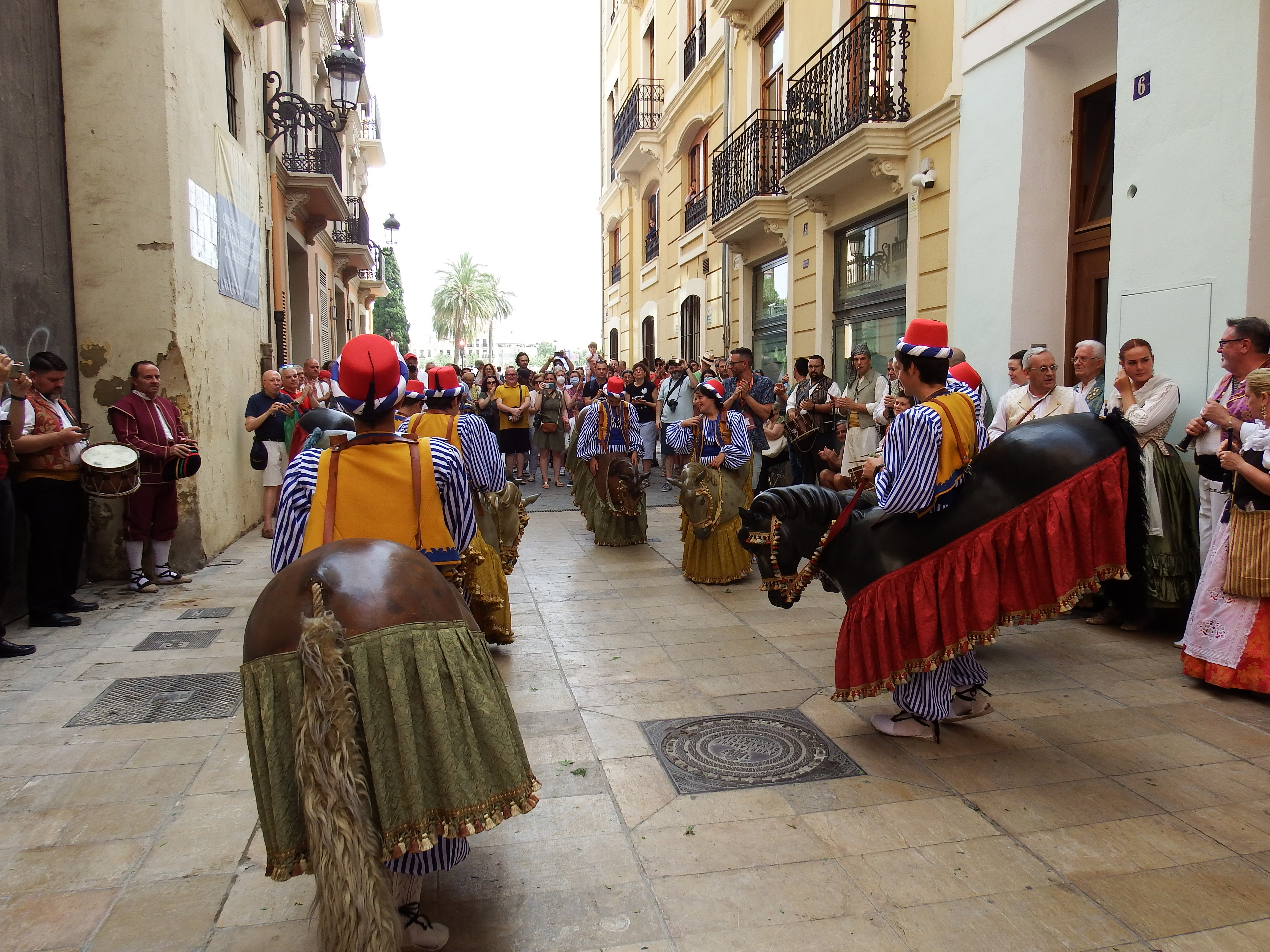
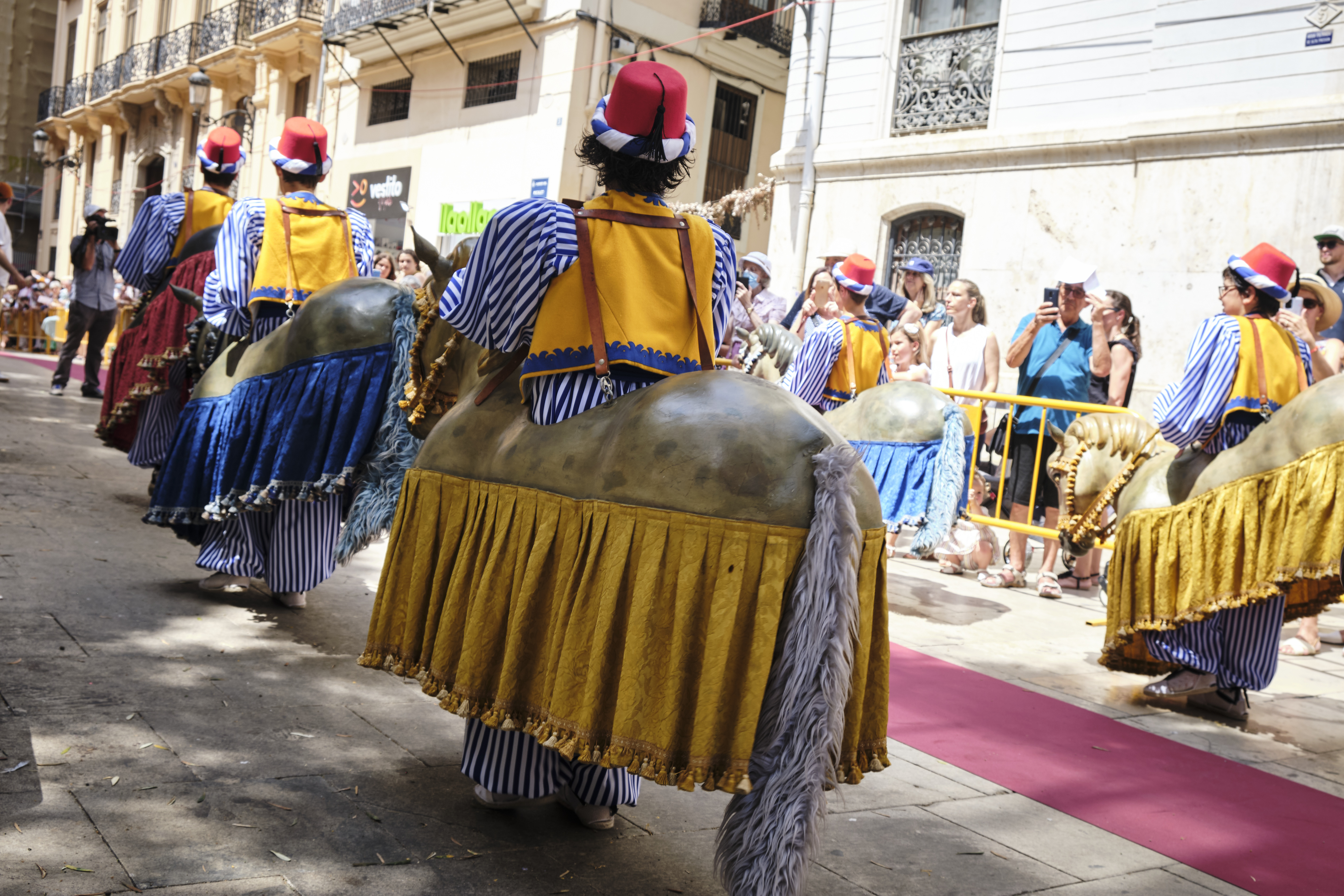
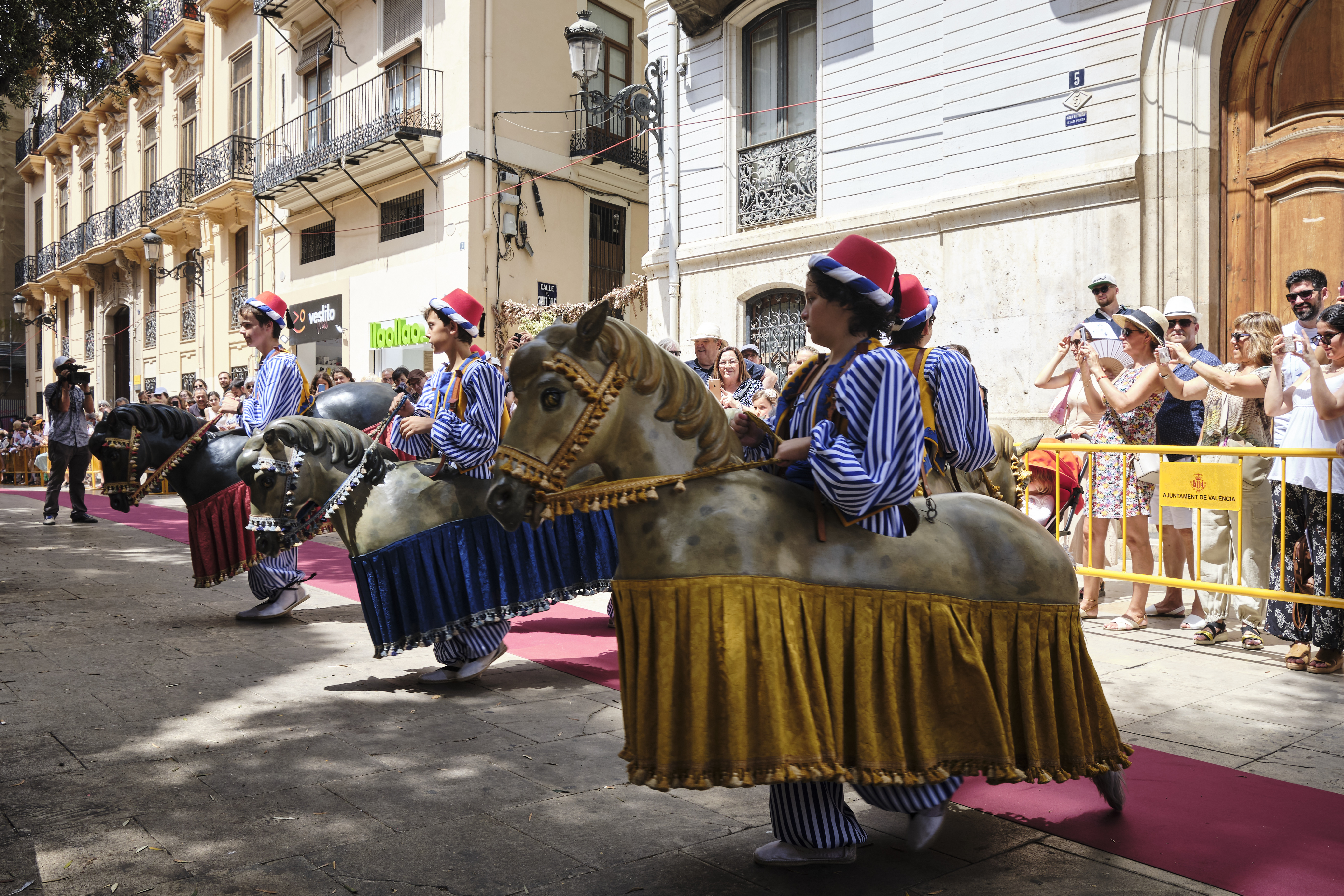
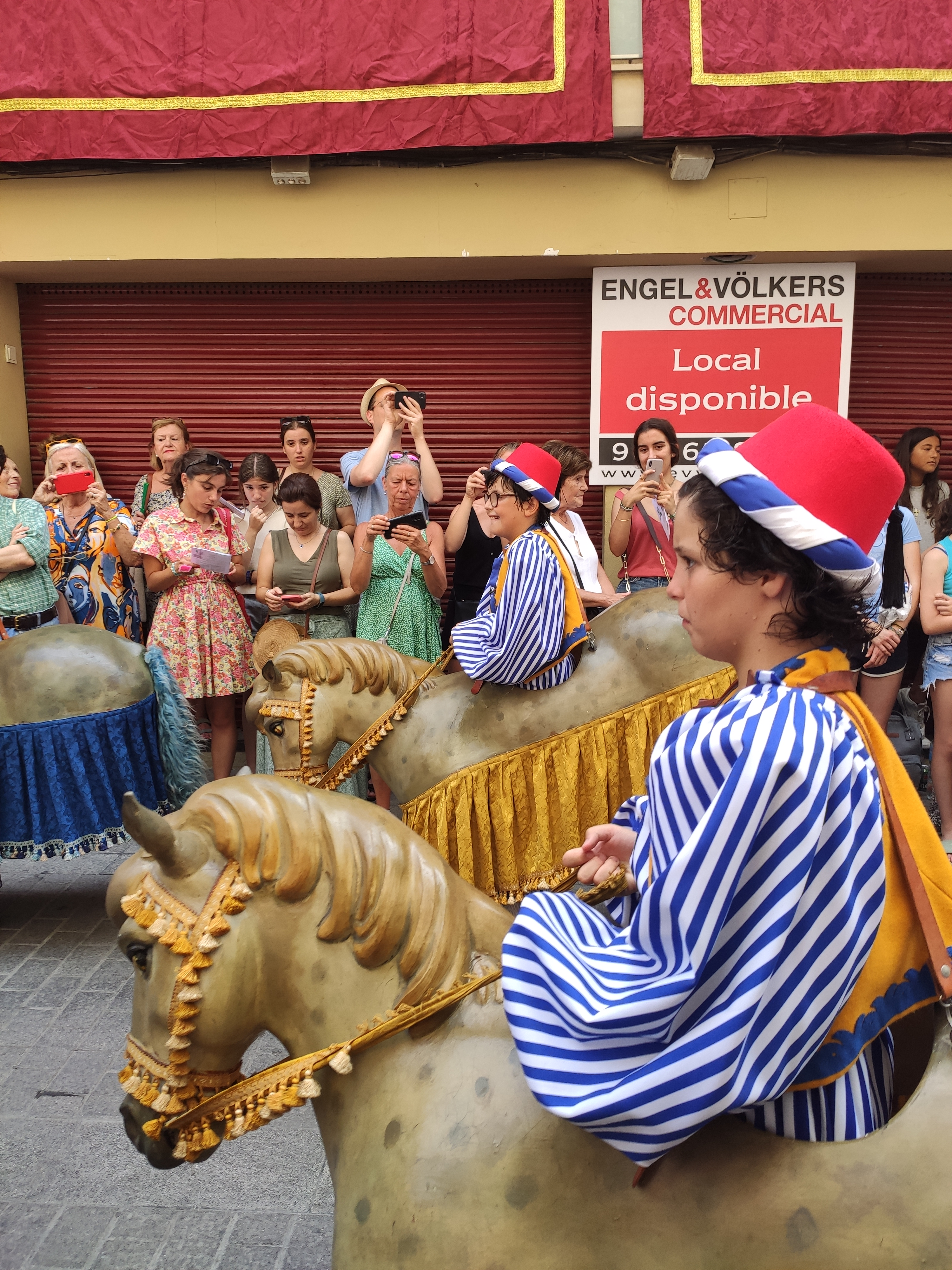
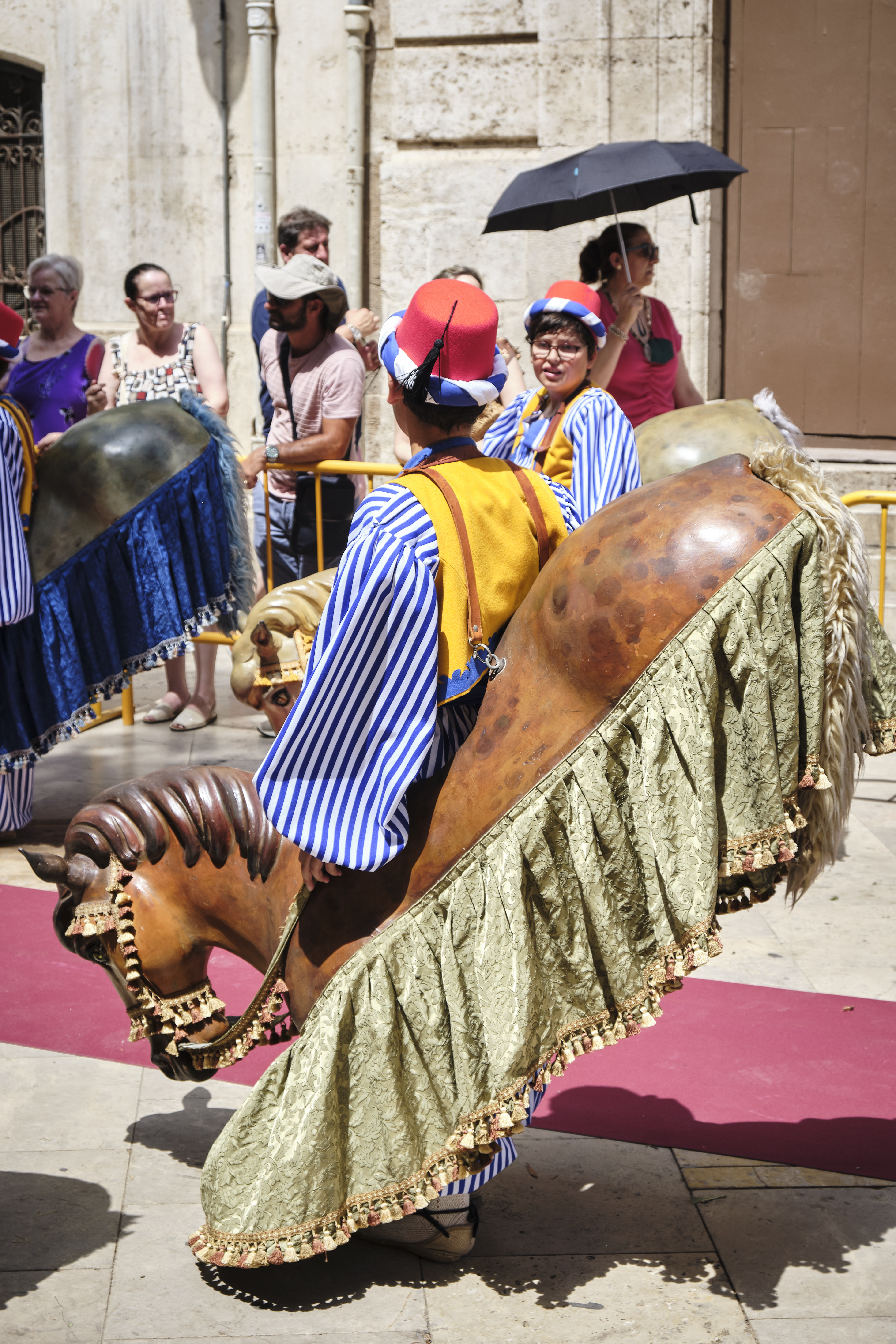
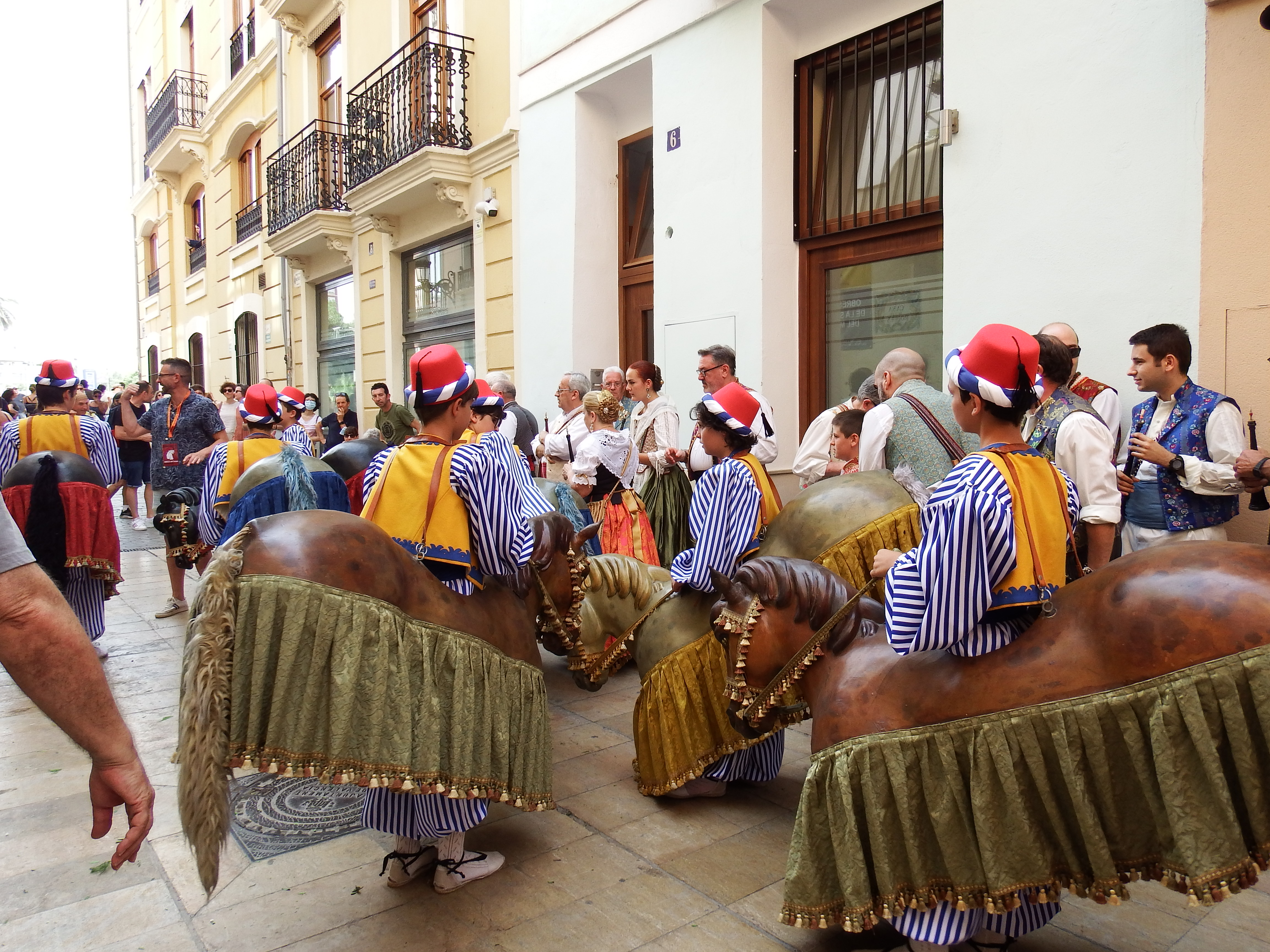

Pese a lo arraigado que está este baile en los actos del Corpus de Valencia, un estudio más profundo de la música que se emplea en el mismo, permite demostrar su relativa modernidad, ya que se dataría en el siglo XIX, pese a que puede tener precedentes anteriores. De hecho, la primera partitura que se dispone de esta música es de la época en la que recopiló las danzas el padre Baixauli, curiosamente esta partitura es la que se utiliza en el baile actual dels Pastorets.
Esta confusión de melodías se debe a los problemas que se tuvieron en el proceso de la recuperación de las danzas en la festividad del Corpus a partir de 1977, Un hecho que llamó la atención al hacer este esfuerzo de recuperación de las danzas fue el comprobar que había habido un cambio en las melodías de las danzas. Así, por ejemplo, la melodía propia de la danza “dels cavallets” (según versión que Joan Blasco había aprendido de su maestro) era diferente de la que aparecía en la documentación con la que se contaba (fundamentalmente la recopilación llevada a cabo a principios del siglo XX por el fraile Mariano Baixauli) como melodía utilizada a mediados del mismo siglo. La melodía de la danza “dels cavallets” era igual a la que anteriormente se utilizaba como melodía en la Danza “dels pastorets”. Así, se decidió tomar la melodía que según Baixauli era la típica de la danza “dels cavallets” y utilizarla para la danza “dels pastorets”, danza de la que, al menos Joan Blasco, no tenía idea de qué melodía tenía.

## Descripción de la danza
Los ocho danzantes de este baile se colocan en dos filas de cuatro danzantes cada una y a lo largo de toda la danza utilizaran un único paso, que además es común a todas las "dansetes" o danzas infantiles: primero con el pie derecho se golpea con fuerza el suelo al tiempo que el izquierdo queda en alto durante este golpe fuerte del derecho. A continuación el pie izquierdo camina pero utilizando la mitad de tiempo que cuando golpea fuertemente el suelo, acompañando el derecho con la misma rapidez al izquierdo en el desplazamiento. Se golpea fuertemente el suelo nuevamente, siendo esta vez el pie izquierdo el que lo hace, mientras que el derecho queda en el aire. Y nuevamente se produce el desplazamiento rápido de ambos pies.
Durante la danza se realizan evoluciones y figuras que se pueden clasificar como de dos tipologías:
- Figuras que pretenden conseguir efectos coreográficos mediante combinaciones, ya sea por parejas o en conjunto.
- Posiciones intermedias, que son necesarias para pasar de unas figuras a otras, o para iniciar las figuras.

En cada tipo de figura o evolución se emplea una melodía diferente, teniendo en cuenta que en las figuras se repite la melodía mientras que no se hace lo mismo en las posiciones intermedias.
Para la formación de las filas iniciales que han de acabar estando en paralelo, cada grupo de cuatro danzantes salen de extremos opuestos y en sentido opuestos, de manera que unos llegan a su posición siguiendo una línea recta, mientras que los otros han de hacer un pequeño giro para quedar en paralelo y en el mismo sentido de marcha que los primeros. Durante esta aproximación suena la primera melodía, y se pasa a iniciar la primera figura que consiste en describir una especie de ochos por parejas, es la  que podríamos denominar figura del ocho al frente, ya que los ocho los forman los cavallets que se encuentran en la misma posición de la fila pero en lugares opuestos, es decir, el primero de la fila derecha con el primero de la fila izquierda y así sucesivamente. Durante la formación de estos ochos suenan las otras dos melodías iteradas.
Volvemos a realizar una posición intermedia que deja a los danzantes en las hileras originales, y realizan la segunda figura, nuevamente un ocho, pero de lado, es decir, los danzantes de cada fila hacen un ocho con su compañero de al lado, el primero y el segundo, el tercero y el cuarto de la fila derecha hacen sus respectivos ochos, mientras que los cavalletes de la fila izquierda hacen los propio.
Tras los ochos de lado se pasa a una nueva posición intermedia inicial (dos filas de cuatro cavallets en paralelo) que lleva a la formación de un círculo que inicia la fila de la derecha que es seguida por la izquierda pero dando un giro exterior para acabar al final de la fila derecha y desde ahí seguir al cuarto cavallet derecho en su marcha para formar el círculo. A partir de esta nueva posición intermedia se intenta hacer la tercera figura, conocida como la rueda, y que consiste en hacer girar el círculo hacia la derecha con una de las melodías iterantes y luego a la izquierda con la otra.
Volvemos a otra posición intermedia del círculo, pero ahora al son de la primera melodía, colocan las cabezas de los caballos mirando al centro del círculo. Y es a partir de esta posición cuando se inicia la cuarta figura, que consiste en que entrarán al tiempo hacia el centro del círculo ambos danzantes de las parejas pares de las dos filas, es decir, los que ocupan las posiciones 2-4  de una fila junto con los que ocupan la misma posición en la fila paralela de la posición inicial, y salen para dejar entrar a las parejas que ocupan los puestos 1-3. Esto lo hacen al son de una de las melodías iterantes, las figuras pares mientras que al sonar la segunda melodía iterante, la entrada es de las parejas impares.
Acaba esta cuarta figura se vuelve al círculo que es nuevamente una posición intermedia en la que las cabezas de los caballitos dejan de estar mirando hacia el centro, encarándose por parejas  los de la posición uno miran a la posición dos, los de la posición tres a la cuatro, cada uno respetando su correspondiente fila y al son de la melodía apropiada. Esta posición se conoce como la preparación para el cordón.
Se pasa ahora de la preparación del cordón a la formación de la quinta y última figura, y para ello los danzantes pares giran en su posición en sentido contrario que los danzantes impares, y lo hacen hacia adentro y hacia afuera, evitando así chocar unos con otros, todo ello al son de las dos melodías que se repiten.
Al finalizar esta figura se deshace el círculo yéndose los danzantes de una fila en un sentido y los de la otra en el contrario.